# U 574

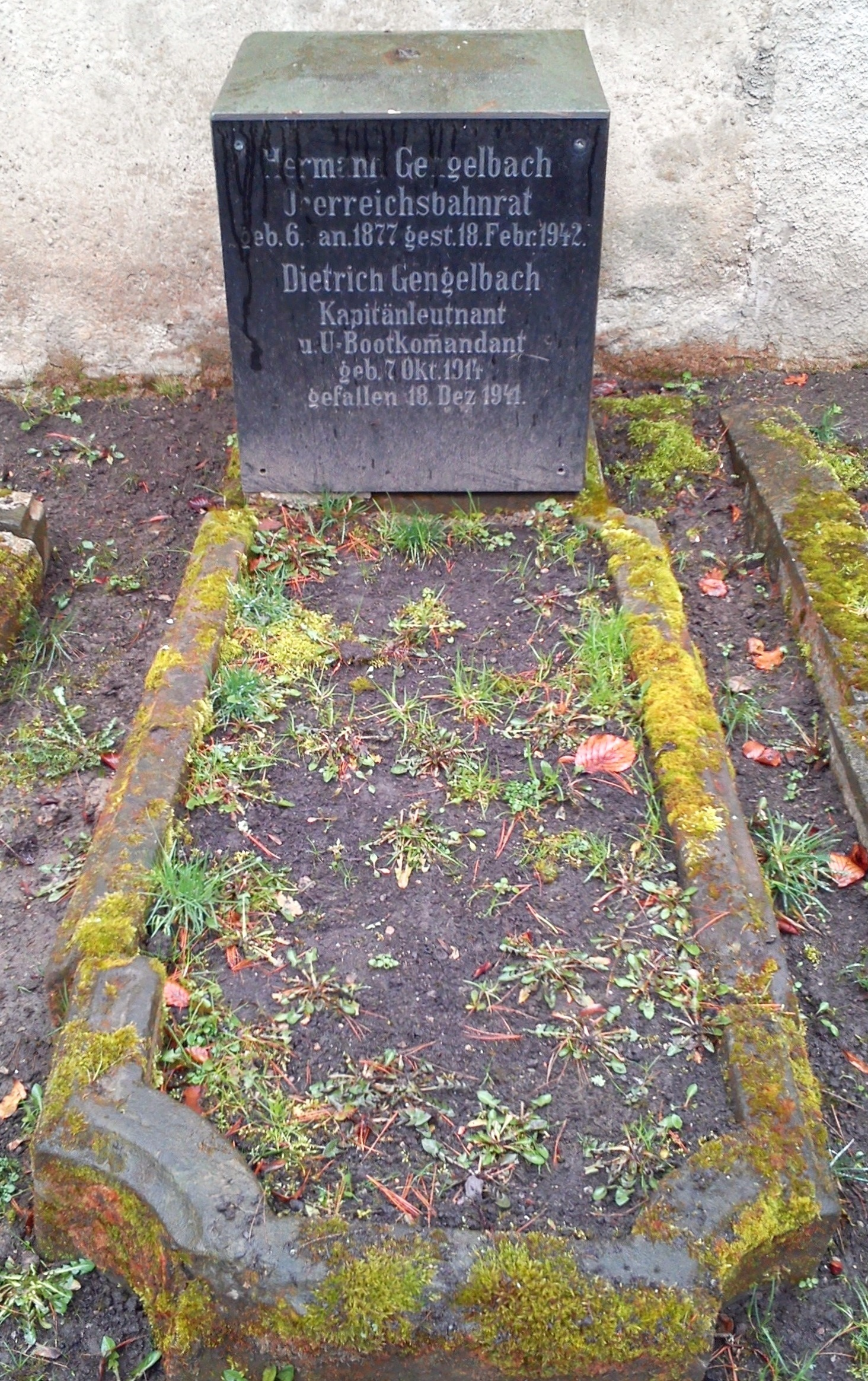
Historischer Friedhof Weimar, Grab mit Gedenkinschrift für den Kommandanten von U 574, Kapitänleutnant Dietrich Gengelbach

U 574 war ein deutsches Unterseeboot des Typs VII C – auch als „Atlantikboot“ bezeichnet – das durch die Kriegsmarine während des U-Boot-Krieges im Atlantik eingesetzt wurde.

## Technische Daten

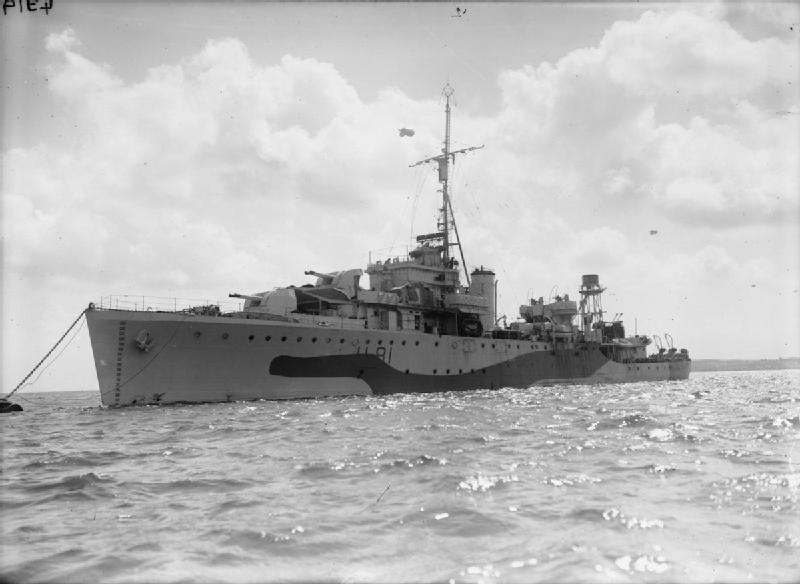
Die HMS Stork versenkte U 574

Die Typ VII C-Boote wurden aufgrund ihrer Seetüchtigkeit und des gegenüber den Vorgängertypen größeren Einsatzradius „Atlantikboote“ genannt. Ein solches U-Boot hatte eine Länge von 67 m und eine Verdrängung von 865 m³ unter Wasser. Zwei Dieselmotoren gewährleisteten bei Überwasserfahrt eine Geschwindigkeit von 17 kn. Unter Wasser ermöglichten zwei Elektromotoren eine Geschwindigkeit von 7 kn. Die Bewaffnung der Typ VII C-Boote bestand bis 1944 aus einer 8,8 cm Kanone und einer 2,0 cm Flak an Deck, sowie vier Bugtorpedorohren und einem Hecktorpedorohr. Das bei Blohm & Voss gebaute U 574 wurde am 12. Juni 1941 von Oberleutnant zur See Dietrich Gengelbach in Dienst gestellt. Als Bootszeichen wählte die Besatzung einen Glückspfennig auf einem vierblättrigen Kleeblatt.

## „Seeräuber“ gegen HG 76
Mitte Dezember 1941 war U 574 der U-Bootgruppe „Seeräuber“ zugeteilt, die vor Kap Sankt Vinzenz den Geleitzug HG 76, der von Gibraltar nach Großbritannien lief, angriff. Der Geleitzug war überdurchschnittlich stark durch die Geleitschiffe der 36. Escort Group gesichert war. Das Boot griff am 19. Dezember die Stanley an, einen ehemaligen US-amerikanischen Zerstörer der Town-Klasse, der inzwischen unter britischer Flagge fuhr. Kommandant Gengelbach versenkte das gegnerische Schiff, von dessen Besatzung 136 ums Leben kamen und 28 gerettet wurden (Lage) und wurde seinerseits unmittelbar von der Sloop HMS Stork, kommandiert von dem Kommandeur der Geleitgruppe Frederic John Walker mit Wasserbomben angegriffen (Lage). Dieser Angriff beschädigte U 574 schwer. Der Druckkörper des Bootes wurde eingedrückt und in der Zentrale brach ein Feuer aus. Der Leitende Ingenieur von U 574 widersprach dem anschließenden Befehl des Kommandanten, auf Tiefe zu bleiben, und zwischen beiden entspann sich ein Streit, in welchem sich der LI durchsetzte. Als U 574 die Wasseroberfläche durchbrach, drehte die lediglich 200 m entfernt liegende Stork bei und lief auf das U-Boot zu, um es zu rammen. Kommandant Gengelbach ließ zwar ebenfalls beidrehen, konnte aber nicht verhindern, dass die Stork U 574 an der Steuerbordseite rammte. Die Stork rettete fünf Mann aus U 574 und 25 von der Stanley, die Korvette Samphire dagegen dreizehn Mann aus U 574 und drei von der Stanley. Zwei Gefangene aus U 574 kamen ums Leben, als die Stork mit einer anderen britischen Sloop, der Deptford, kollidierte. Auch einer der 25 Geretteten von der Stanley an Bord der Stork starb dort später. Insgesamt wurden 16 Mann aus U 574 – vier Offiziere, vier Unteroffiziere und acht Mannschaften – gerettet, am 27./28. Dezember 1941 zum Verhör in England gebracht und kamen so in Gefangenschaft. 28 Besatzungsmitglieder von U 574 kamen ums Leben. Dietrich Gengelbach wurde nach seinem Tode zum Kapitänleutnant befördert.